# Deutsche Automobil Treuhand
Koordinaten: 48° 42′ 52,5″ N, 9° 16′ 20,7″ O
Die Deutsche Automobil Treuhand GmbH (DAT) mit Sitz in Ostfildern ist ein am 28. Februar 1931 gegründetes deutsches, weltweit tätiges Unternehmen der Automobilwirtschaft. Ihre Gründer und Gesellschafter sind der Verband der Automobilindustrie, der Verband der Internationalen Kraftfahrzeughersteller und der Zentralverband Deutsches Kraftfahrzeuggewerbe.
Kerngeschäft der DAT ist die Erhebung und Aufbereitung umfangreicher Kraftfahrzeugdaten sowie Herstellung und Vertrieb von SilverDAT II, einem Computer-Informationssystem zur Instandsetzungs-Kalkulation und Gebrauchtfahrzeug-Bewertung. Des Weiteren ist die DAT eine Anlaufstelle zur Wertschätzung von Gebrauchtwagen. Als Grundlage für ihre Produkte betreibt die DAT intensive Marktforschung im Automobilsektor. Zudem bietet sie über das Internet zahlreiche Dienstleistungen für Endverbraucher und Unternehmen der Automobilbranche an.
Als weltweit älteste Institution für automobile Marktforschung befasst sich das Unternehmen seit 1931 intensiv mit dem Gebrauchtfahrzeugmarkt. Außerdem dokumentiert sie die technischen Fahrzeugdaten aller Fabrikate. Somit können Informationen über nahezu den gesamten Lebenszyklus von Kraftfahrzeugen systematisch aufbereitet zur Verfügung gestellt werden. Das Knowhow wird in Systemen zur Erstellung von Reparaturkostenkalkulationen, Gebrauchtfahrzeugbewertungen und Restwertprognosen gebündelt. Des Weiteren vermittelt die DAT Kfz-Gutachter über ein eigenes Netzwerk. Das entspricht auch dem ursprünglichen Zweck der DAT, die als Schätzorganisation gegründet wurde.

## SilverDAT
Über das Daten- und Informationssystem SilverDAT sowie einige Internet-Anwendungen sind diverse Informationen verfügbar, diese sind zum Beispiel:
- Fahrzeugidentifikation auf Basis von VIN-Abfrage und DAT-Europa-Code
- Reparaturkostenkalkulationen inklusive der elektronischen Kommunikation mit Versicherungen
- Gebrauchtfahrzeugbewertungen, siehe DAT-Liste
- Restwertprognosen für Neu- und Gebrauchtfahrzeuge
- SilverDAT Glas, Web-Applikation zur schnellen Glasschadenabwicklung
- FI online: Fahrzeuginstandsetzungskalkulation als Web-Applikation
- Bankenlinie – vier Systeme in einer Anwendung: Bewertung, Vergleich, Prognose für Neu- und Gebrauchtfahrzeuge

## Geschichte

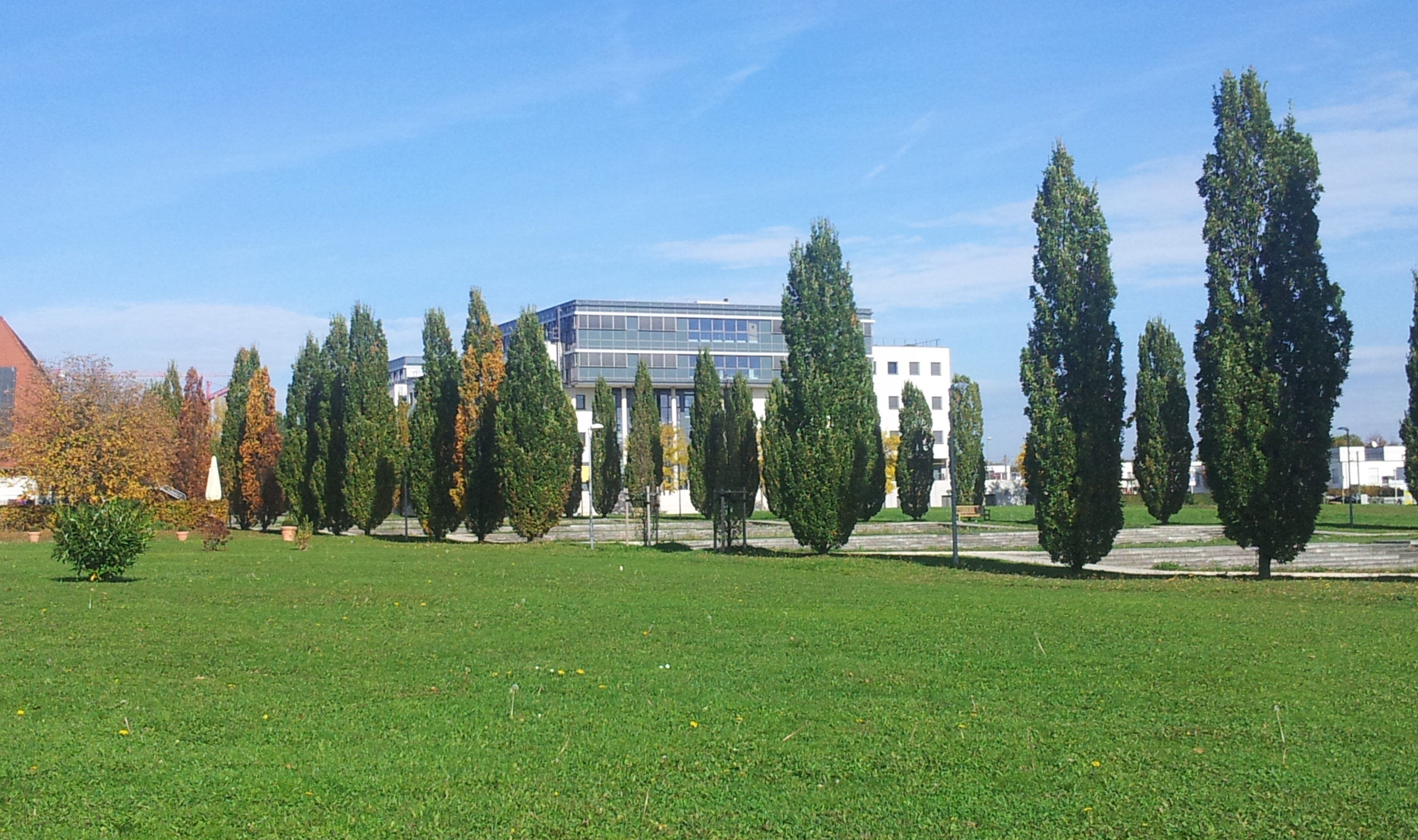
Das Firmengebäude der DAT von der Landschaftstreppe im Süden gesehen

Als die DAT 1931 gegründet wurde, waren bereits rund eine halbe Million Fahrzeuge auf Deutschlands Straßen unterwegs. Viele technische Erfindungen, welche die Basis für den heutigen Stand der Technik sind, waren bereits gemacht. Der Handel mit gebrauchten Fahrzeugen befand sich jedoch noch ganz am Anfang. Die Weltwirtschaftskrise zwang viele Automobilhersteller und Handelsbetriebe in die Insolvenz. Die Gegebenheiten am Ende der Weimarer Republik ermöglichten den Verbänden der Automobilwirtschaft die Gründung der DAT als Schätzorganisation. Durch die neutrale Festlegung von Gebrauchtfahrzeugpreisen konnte die DAT einen Beitrag zur Sicherung der Automobilindustrie leisten.
Ende 2003 wurde der Unternehmenssitz von Stuttgart-Plieningen nach Ostfildern-Scharnhauser Park verlegt.

## Geschäftsführer
- 1931–1945 Walter Dalchow
- 1946–1970 Hans-Ludwig Brinkmann
- 1970–1974 Edgar Lautz
- 1975–1989 Henner Hörl
- 1975–1984 Jörg Dieter Sax
- 1984–2012 Volker Prüfer

Seit 2007 Jens Nietzschmann, seit 2012 Helmut Eifert, Jens Nietzschmann (Sprecher), Thilo Wagner.